# Rigoberto Urán
Rigoberto Urán (Urrao, Antioquia, 26 de gener de 1987) és un ciclista colombià professional des del 2006 fins al 2024. El seu darrer equip fou l'EF Education-EasyPost.
Va debutar com a professional als 19 anys a l'equip Tenax. L'any següent va firmar per l'Unibet.com tot guanyant una etapa de la Volta a Suïssa i una altra de l'Euskal Bizikleta. El bon paper fet li va servir per fitxar pel Caisse d'Epargne el 2008, en què destaca una segona posició final a la Volta a Catalunya i la tercera al Giro de Llombardia. Aquell mateix any va prendre part en els Jocs Olímpics de Pequín en la cursa en ruta, tot i que no finalitzà.
És germà del també ciclista Heriberto Urán.
El 28 de juliol 2012 es proclamà subcampió olímpic en la cursa en línia. Aprofitant-se de la condició de favorit de l'equip britànic, i sobretot de Mark Cavendish en un possible esprint final, es va introduir en una escapada de 40 ciclistes en la qual va atacar a manca de cinc quilòmetres junt al kazakh Aleksandr Vinokúrov. En l'esprint final no pogué fer res davant l'esprint de Vinokúrov, aconseguint d'aquesta manera la seva primera medalla en uns Jocs Olímpics.

## Palmarès
- 2003
  -  Campió de Colòmbia de contrarellotge sots 17
  -  Campió de Colòmbia de puntuació sots 17
- 2005
  -  Campió de Colòmbia en carretera sots 19
  -  Campió de Colòmbia de puntuació sots 19
  -  Campió de Colòmbia de persecució sots 19
  -  Campió de Colòmbia de scratch sots 19
- 2007
  - Vencedor d'una etapa de la Volta a Suïssa
  - Vencedor d'una etapa de l'Euskal Bizikleta
- 2012
  -  Medalla de plata en la cursa en ruta dels Jocs Olímpics de Londres
  -  Vencedor de la classificació dels joves al Giro d'Itàlia
  - 1r al Giro del Piemont
  - Vencedor d'una etapa de la Volta a Catalunya
- 2013
  - Vencedor d'una etapa al Giro d'Itàlia
- 2014
  - Vencedor d'una etapa al Giro d'Itàlia
- 2015
  -  Campió de Colòmbia en contrarellotge
  - 1r al Gran Premi Ciclista de Quebec
- 2017
  - 1r a la Milà-Torí
  - Vencedor d'una etapa al Tour de França
- 2018
  - Vencedor d'una etapa a la Colombia Oro y Paz
  - Vencedor d'una etapa a la Volta a Eslovènia
- 2021
  - Vencedor d'una etapa a la Volta a Suïssa
- 2022
  - Vencedor d'una etapa a la Volta a Espanya

### Resultats al Tour de França
- 2009. 52è de la classificació general
- 2011. 24è de la classificació general
- 2015. 42è de la classificació general
- 2017. 2n de la classificació general. Vencedor d'una etapa
- 2018. No presentat (12a etapa)
- 2019. 7è de la classificació general
- 2020. 8è de la classificació general
- 2021. 10è de la classificació general
- 2022. 26è de la classificació general
- 2023. 71è de la classificació general

### Resultats al Giro d'Itàlia
- 2010. 35è de la classificació general
- 2012. 7è de la classificació general.  Vencedor de la classificació dels joves
- 2013. 2n de la classificació general. Vencedor d'una etapa
- 2014. 2n de la classificació general. Vencedor d'una etapa
- 2015. 14è de la classificació general
- 2016. 7è de la classificació general
- 2023. No surt (10a etapa)

### Resultats a la Volta a Espanya
- 2009. 33è de la classificació general
- 2012. 29è de la classificació general
- 2013. 27è de la classificació general
- 2014. No surt (17a etapa)
- 2018. 7è de la classificació general
- 2019. Abandona (6a etapa)
- 2022. 9è de la classificació general. Vencedor d'una etapa
- 2024. Abandona (6a etapa)